# Хэюань
Хэюа́нь (кит. упр. 河源, пиньинь Héyuán) — городской округ в провинции Гуандун КНР.

## История
Ещё во времена империи Цинь, в 214 году до н. э. был создан уезд Лунчуань.
В эпоху Южных и северных династий, когда эти места находились в составе южной империи Ци, в 483 году был создан уезд Хэюань (河源县). Своё название, означающее «исток рек», он получил потому, что в этих местах начинаются целых три реки.
Во времена империи Мин в этих местах из-за плохого управления часто происходили народные восстания. После их подавления для лучшего администрирования территории создавались новые уезды: в 1518 году был создан уезд Хэпин («мир и покой»), а в 1569 году был создан уезд Юнъань (永安县, «навсегда успокоенный»). В 1634 году была создана Ляньпинская область (连平州) Хуэйчжоуской управы (惠州府), которой были подчинены уезды Хэюань и Хэпин.
Во времена империи Цин уезды Хэюань и Хэпин были выведены из состава Ляньпинской области, и она стала «безуездной».
После Синьхайской революции в Китае была проведена реформа структуры административного деления, в ходе которой области были упразднены, и поэтому в 1912 году Ляньпинская область была преобразована в уезд Ляньпин. В результате сверки названий уездов в масштабах страны выяснилось, что в соседней провинции Фуцзянь также существует уезд Юнъань, поэтому в 1914 году уезд Юнъань провинции Гуандун был переименован в Цзыцзинь (по названию расположенной на его территории горы).
В 1950 году был образован Специальный район Дунцзян (东江专区), и эти места вошли в его состав. В 1952 году Специальный район Дунцзян был расформирован, и были образованы Административный район Юэбэй (粤北行政区), в состав которого перешли уезды Ляньпин и Хэпин, и Административный район Юэдун (粤东行政区), в состав которого перешли уезды Хэюань, Цзыцзинь и Лунчуань. В конце 1955 года было принято решение о расформировании Административных районов, и с 1956 года эти места перешли в состав нового Специального района Хойян (惠阳专区). В ноябре 1958 года к уезду Ляньпин был присоединён уезд Хэпин. В 1959 году Специальный район Хойян был расформирован: уезд Цзыцзинь перешёл в состав Специального района Шаньтоу (汕头专区), а остальные уезды — в состав Специального района Шаогуань (韶关专区).
В составе Специального района Шаогуань в 1960 году уезд Ляньпин был переименован в Хэпин, а в июне 1962 года из уезда Хэпин был вновь выделен уезд Ляньпин.
В июне 1963 года Специальный район Хойян был воссоздан. В 1970 году Специальный район Хойян был переименован в Округ Хойян (惠阳地区).
Постановлением Госсовета КНР от 1 января 1988 года был расформирован округ Хойян (惠阳地区), а вместо него было образовано несколько городских округов, одним из которых стал городской округ Хэюань; уезд Хэюань был при этом также расформирован, а вместо него были созданы район Юаньчэн и Пригородный район (郊区).
В ноябре 1993 года Пригородный район был преобразован в уезд Дунъюань.

## Административно-территориальное деление
Городской округ Хэюань делится на 1 район, 5 уездов:
| Карта                                            | Карта    | Карта     | Карта          | Карта            | Карта         |
| ------------------------------------------------ | -------- | --------- | -------------- | ---------------- | ------------- |
| Юаньчэн Цзыцзинь Лунчуань Ляньпин Хэпин Дунъюань |          |           |                |                  |               |
| Статус                                           | Название | Иероглифы | Пиньинь        | Население (2020) | Площадь (км²) |
| Район                                            | Юаньчэн  | 源城区    | Yuánchéng qū   |                  |               |
| Уезд                                             | Цзыцзинь | 紫金县    | Zǐjīn xiàn     |                  |               |
| Уезд                                             | Лунчуань | 龙川县    | Lóngchuān xiàn |                  |               |
| Уезд                                             | Ляньпин  | 连平县    | Liánpíng xiàn  |                  |               |
| Уезд                                             | Хэпин    | 和平县    | Hépíng xiàn    |                  |               |
| Уезд                                             | Дунъюань | 东源县    | Dōngyuán xiàn  |                  |               |

## Экономика
В округе расположены ГЭС «Синьфэнцзян» (Xinfengjiang Dam), ГЭС «Фэншуба» (Fengshuba Dam) и крупная угольная ТЭС «Хэюань» (Heyuan Power Station).